# بزمجه درختی سیاه
 بزمجه درختی سیاه(نام علمی: Varanus beccarii) نام یک گونه از سرده بزمجه است.